# Scinax v-signatus
Scinax v-signatus är en groddjursart som först beskrevs av Lutz 1968.  Scinax v-signatus ingår i släktet Scinax och familjen lövgrodor. IUCN kategoriserar arten globalt som livskraftig. Inga underarter finns listade i Catalogue of Life.